# Sergio Córdoba
Sergio Córdoba (Benidorm, Alacant, 1976) és un dibuixant de còmics espanyol.

## Biografia
L'èxit inesperat del seu autoeditat fanzine costumista Freaks in Love va propiciar que l'editorial Subterfuge el publiqués professionalment, guanyant-se ràpidament el reconeixement de públic i crítica (Premi Autor Revelació al Saló Internacional del Còmic de Barcelona de 1999), potser perquè es tractava d'un moment en què el públic començava a reclamar un tipus d'historieta diferent, més personal i propera.
Poc després, i llicenciat ja en Belles arts per la Universitat Politècnica de València, funda juntament amb altres companys el col·lectiu autoeditor 7 Monos, amb la finalitat de donar sortida als seus propis còmics, els qui aviat van aconseguir un lloc al mercat.
Posteriorment ha editat dos treballs breus: Los últimos (22 pàgines) o Hedonistas, (amb Hernán Migoya, 16 pàgines). Actualment realitza la seva pròpia revista, Malas Tierras (Astiberri), on dona cabuda a diferents treballs dins de la seva línia personal, i en El Manglar.

## Premis
1999 - Premi a l'Autor Revelació del Saló Internacional del Còmic de Barcelona per Freaks in Love (Subterfuge Comix).